# Wolfgang Franz von Kobell
Wolfgang Xavier Franz Baron von Kobell (Múnich, 19 de julio de 1803 - ibíd. 11 de noviembre de 1882) fue un mineralogista alemán y escritor de cuentos cortos en bávaro. Era nieto del pintor Ferdinand Kobell.

## Carrera científica
Franz von Kobell nació en Múnich en 1803 hijo del pintor Wilhelm von Kobell. Inició estudios de jurisprudencia y ciencias naturales, decantándose finalmente por estudiar mineralogía en el Wilhelm Gymnasium München de Landshut. En 1823, trabaja con la colección mineralógica nacional y entra en la Academia de las Ciencias. Ese año acaba su doctorado en Erlangen. En 1826, fue nombrado profesor adjunto de mineralogía en la Universidad de Múnich y en 1834, profesor titular.
En 1855 inventó el estauroscopio para estudiar las propiedades ópticas de los cristales. Fue un viajero incansable y sus estudios le llevaron a Alemania, Francia, Holanda, Italia o la Grecia de Otón I. Fue autor de numerosos estudios ampliamente traducidos y describió varios minerales nuevos.

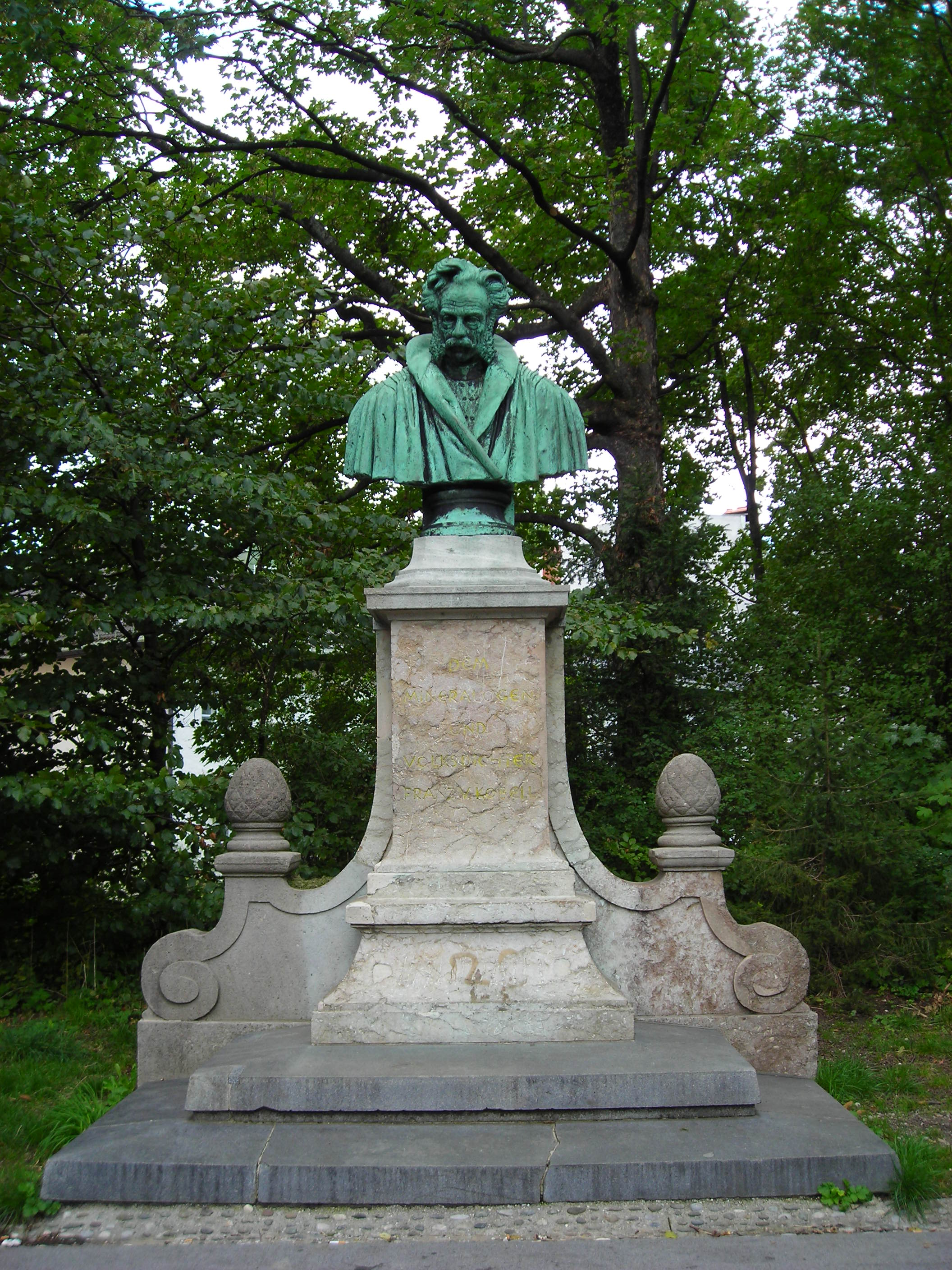
Monumento a Franz von Kobell en Múnich

### Minerales descritos[2]
- amoibita especie clasificado sinónima de gersdorffita.
- calcantita 1853
- litionita, especie sinónima de lepidolita o zinnwaldita
- oncosine 1834 especie sinónima de la moscovita.
- okenita 1828
- españolita especie sinónima de la freibergita.
- tschermakita especie sinónima de la oligoclasa.

El mineral kobellita recibe ese nombre en su honor.

## La escala Kobell
Kobell desarrolló una escala para medir el punto de fusión de los minerales, esta se halla subdividida en siete niveles para los que toma varios minerales como referencia:
| Nivel | Mineral    | Punto de fusión aprox. |
| ----- | ---------- | ---------------------- |
| 1º    | antimonita | 525 °C                 |
| 2º    | natrolita  | 800 °C                 |
| 3º    | almandina  | 1050 °C                |
| 4º    | actinolita | 1200 °C                |
| 5º    | ortoclasa  | 1300 °C                |
| 6º    | broncita   | 1400 °C                |
| 7º    | cuarzo     | Infusible              |
| [ 4 ] |            |                        |

### Obras científicas
- Charakteristik der Mineralien (2 v. 1830-1831)

- Tafeln zur Bestimmung der Mineralien (1833; and later editions,, ed. 12.ª, × K. Oebbeke, 1884)

- Grundzüge der Mineralogie (1838)

- Die Mineralogie. 2ª ed. Brandstetter, Leipzig 1858.

- Geschichte der Mineralogie von 1650-1860 (1864)

## Carrera literaria
Apasionado de la montaña y ávido cazador, estaba familiarizado con las montañas y los dialectos de sus habitantes. Habitual de la corte, Maximiliano II a menudo le acompañaba a cazar.
Escribió numerosos poemas, narraciones y obras de teatro en el dialecto austro-bávaro de Alta Baviera. Su obra más conocida es el drama Der Brandner Kasper, la historia de un herrero de Tegernsee que recibe la visita de La Muerte pero la engaña unos años invitándola a jugar y beber. Esta obra se televisa anualmente el día de Todos los Santos por Bayerischer Rundfunk (televisión bávara).
También era narrador de historias en el diálecto de Pfalz, que aprendió de su abuelo, el pintor Ferdinand Kobell.
Movido por su espíritu curioso, en 1839 introdujo en Alemania junto a su amigo Karl August von Steinheil la técnica fotográfica del daguerrotipo.